# Okuro Oikawa
Okuro Oikawa(japanska: 及川 奥郎?, Oikawa Okurō) född 1898, död 1980, var en japansk astronom.
Enligt Minor Planet Center upptäckte han 8 asteroider mellan 1927 och 1929.
Asteroiden 2667 Oikawa är uppkallad efter honom.

## Asteroider upptäckta av Okuro Oikawa
| 1088 Mitaka                             | 17 november 1927 |
| 1089 Tama                               | 17 november 1927 |
| 1090 Sumida                             | 20 februari 1928 |
| 1098 Hakone                             | 5 september 1928 |
| 1139 Atami [A]                          | 1 december 1929  |
| 1185 Nikko                              | 17 november 1927 |
| 1266 Tone                               | 23 januari 1927  |
| 1584 Fuji                               | 7 februari 1927  |
| Upptäckt tillsammans med: A K. Kubokawa |                  |